# Anthony Milner
Anthony Milner, né le 13 mai 1925 - mort le 22 septembre 2002, est un compositeur, professeur et chef d'orchestre britannique.

## Biographie
Né à Bristol en Angleterre, Milner est formé à la Douai School (en) dans le comté du Berkshire. Il reçoit une bourse afin de s'inscrire au Royal College of Music, où il étudie le piano auprès de Herbert Fryer et la théorie musicale avec R.O. Morris. Il étudie la composition musicale avec Mátyás Seiber. La propre carrière d'enseignant de Milner commence au Collège Morley (en) à Londres, où il enseigne la théorie musicale et l'histoire de 1948 à 1964. Il est chargé de cours en musique au King's College London de 1965 à 1971 puis passe au Goldsmiths' College en tant que maître de conférences puis professeur principal en 1974. En 1980, il est nommé professeur principal à plein temps au Royal College  où il enseignait à temps partiel depuis 1961. Il occupe cette fonction jusqu'à sa retraite en 1989. Parmi ses élèves figure John Carmichael.
Milner entretient d'étroits liens universitaires avec l'Amérique du Nord. À partir de 1964, il donne fréquemment des tournées de conférences d'été aux États-Unis et au Canada. Les intérêts pédagogiques de Milner se concentrent sur la musique britannique du XXe siècle et la musique sacrée et liturgique. Il est compositeur en résidence à l'École d'été de musique liturgique de l'université Loyola de La Nouvelle-Orléans en 1965 et 1966 et le premier directeur de la « Spode Music Week », école de musique résidentielle annuelle qui met l'accent sur la musique de la liturgie catholique romaine.
En 1985, le pape Jean Paul II nomme Anthony Milner chevalier de l'ordre de Saint-Grégoire-le-Grand en reconnaissance de son travail pour la musique liturgique catholique.
Les premières compositions de Milner sont influencées par Michael Tippett, directeur musical du Morley College au moment de sa nomination parmi le personnel. Comme il développe sa propre voix, il cherche constamment de nouvelles façons de s'exprimer au sein d'un style essentiellement tonal. La rigueur contrapuntique et l'influence du plain-chant sont évidentes dans la plupart de ses œuvres.
Une commande du festival des écoles de musique du Leicestershire en 1967 aboutit à la composition du Te Deum, créé par le Leicestershire Schools Symphony Orchestra and Chorus en mai 1967 sous la direction de l'auteur. De 1954 à 1965, Milner 
est directeur et claveciniste du London Cantata Ensemble avec qui il donne les premières interprétations diffusées au Royaume-Uni de nombreuses cantates de Buxtehude ainsi que souvent des interprétations de sa propre musique.

## Fin de vie
Milner est atteint de la sclérose en plaques à la fin de sa quarantaine. Comme la maladie progresse, la composition devient une activité de plus en plus difficile. Sa dernière œuvre, le concerto pour hautbois, est achevée en 1994. Il passe les dernières années de sa vie en Espagne où il meurt le 22 septembre 2002.

## Distinctions
- Chevalier de l'ordre de Saint-Grégoire-le-Grand